# Fernando Valdés y Tamón
Fernando Valdés y Tamón (Oviedo, 14 november 1681 - ?) was een Spaans militair en koloniaal bestuurder in de Filipijnen. Hij was een ridder in de Orde van Santiago.

## Biografie
Fernando Valdés y Tamón werd geboren op 14 november 1681 in Oviedo in de regio Asturië. Zijn ouders waren García Valdés Tamón, uit Cuérigo, Aller, Oviedoen Inés de la Lastra, uit Castropol].
Valdés begon zijn militaire carrière als cadet in het Presidio van Orán. Na vijf jaar keerde hij terug in Spanje en nam deel aan de belegering van de stad Ciudad Rodrigo, in de Spaanse Successieoorlog. Hij was vanaf 28 juni 1708 onderluitenant in het regiment van Asturië en luitenant van de grenadiers vanaf 10 juni 1712. Nadien deed bij onder meer mee aan de verovering en bestorming van de stad Ejea de los Caballeros, de verovering van de stad en het kasteel van Ainsa en Gallur, de ontzetting van de stad en het kasteel van Jaca, en de bestorming van de stad Tortosa. Hij nam deel aan de verovering van Torres de la Pesquera en de expeditie tegen Sardinië. Op 18 mei 1714 kreeg hij de leiding over een compagnie op Sicilië. Weer later veroverde hij het Capucijnenklooster bij Barcelona en deed hij mee aan de bestorming van de bres van Portal Nuevo. Op 25 maart 1715 werd hij benoemd tot 2e luitenant van de Spaanse Infanterie. Op 3 november 1717 kreeg hij promotie naar Luitenant. Nadien volgde nog een promotie tot kapitein en uiteindelijk bereikte hij de rang van kolonel.
Na zijn periode als militair diende Valdés als burgemeester van de adellijke ridders in zijn geboortestad Oviedo
Op 25 oktober 1727 werd hij benoemd tot Gouverneur-generaal van de Filipijnen. Hij arriveerde in Manilla en begon zijn termijn op 14 augustus 1729. In zijn periode als gouverneur-generaal probeerde hij tussen 1730 en 1733 zonder succes Palaos (Palau) ter veroveren. Ook voerde hij hervormingen door in het Spaanse leger in de Filipijnen. Ook liet Valdés diverse gebouwen en fortificaties herstellen en bouwen. Zo werden de muren van Intramuros hersteld en liet hij ook Fort Santiago herbouwen. Op 18 januari 1737 sloot hij een vredesverdrag met Muhammad Alimuddin, de Sultan van Sulu.  
In juli 1739 keerde Valdés terug naar Spanje. Daar werd hij benoemd tot Maarschalk (Mariscal de Campo). Valdés trouwde met Juana Manuela Sánchez Somorrostro op 24 augustus 1718 in Madrid en kreeg met haar een zoon, Fernando Valdés Tamón die 1743 een ridder in de Orde van Calatrava werd.